# Кшива (Сокульський повіт)
Кшива (пол. Krzywa) — село в Польщі, у гміні Суховоля Сокульського повіту Підляського воєводства.
Населення — 133 особи (2011).
У 1975-1998 роках село належало до Білостоцького воєводства.

## Демографія
Демографічна структура станом на 31 березня 2011 року:
|          | Загалом | Допрацездатний вік | Працездатний вік | Постпрацездатний вік |
| -------- | ------- | ------------------ | ---------------- | -------------------- |
| Чоловіки | 61      | 13                 | 38               | 10                   |
| Жінки    | 72      | 10                 | 45               | 17                   |
| Разом    | 133     | 23                 | 83               | 27                   |